# 現代中国の父 鄧小平
『現代中国の父 鄧小平』（げんだいちゅうごくのちち とうしょうへい、原題: Deng Xiaoping and the Transformation of China、中: 邓小平时代）は、社会学者エズラ・ヴォーゲルによる2011年の著書。
中華人民共和国、中華民国、日本などでも翻訳されたものが出版された。

## 概要

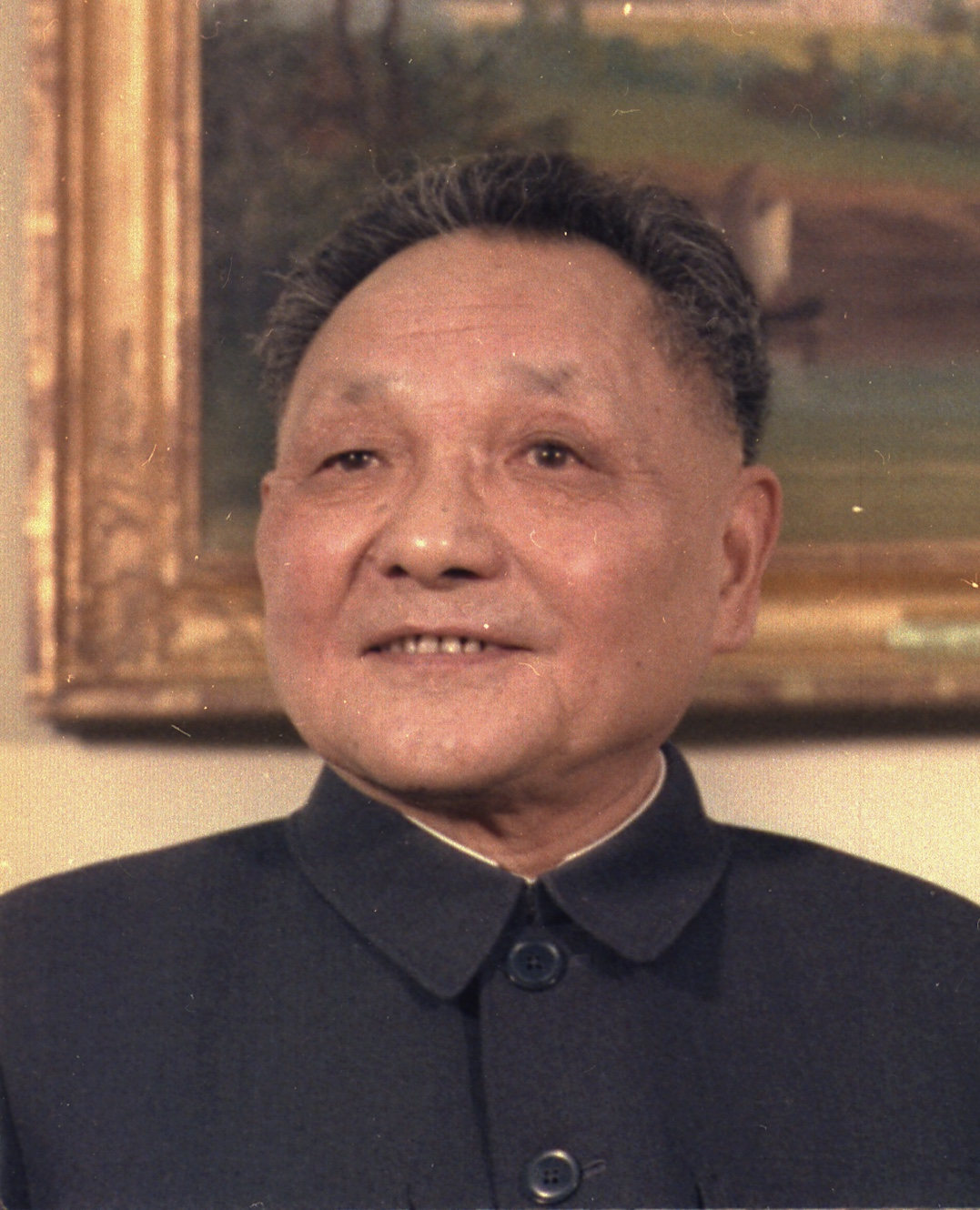
本書の主題となっている「鄧小平」

エズラ・ヴォーゲルは『ジャパン・アズ・ナンバーワン』を筆頭に、日本に関する書籍を多く出版してきた。しかし70歳を超えて大学を退いた辺りから鄧小平について研究をするようになる。そして10年の研究を経て『現代中国の父 鄧小平』を執筆した。
内容は以下の4部に分かれる：
1. 鄧小平の来歴
2. 最高指導者への曲折の道
3. 鄧小平時代の始まり
4. 鄧小平の時代

## 訳本
中華人民共和国ではまず最初に香港で、2012年4月に香港中文大学出版社から『鄧小平時代』の題で簡体字版・繁体字版が出版された。
2012年6月には中華民国で遠見・天下文化事業群より『鄧小平改變中國』の題で台湾語版が出版された（ISBN 9789862169360）。
中国大陸での発売は香港より遅れ、2013年1月18日、生活・読書・新知三連書店から出版された。しかし、六四天安門事件に関する記述など中国政府にとって不都合な事実は除去されている。
日本では2013年9月に、日本経済新聞出版社から上下に分けて出版された。

## 評価
本書の内容に関する評価はおおむね好評だが、批判もある程度ある。 『ニューヨーク・タイムズ』紙のジョナサン・ミルスキーは、本書を「鄧小平に関する記述が広範囲に及んでいる」と評し、鄧小平による中国経済の変化に関する記述が本書の「最も価値ある部分」だと述べている。
ジョン・ナイトは、「この本は鄧小平について多くの洞察を与えてくれる」と評し、「中国の現状を理解することに興味がある人には良い読み物だ」と述べた。
ジョン・ポンフレットが『ワシントン・ポスト』紙に寄稿した書評では、「西側では六四天安門事件の人物として有名な鄧小平について、エズラ・ヴォーゲルは誤った扱いを受けていると考えている」、「彼の著書はその（西側諸国の）視点を正そうとしている」としている。
國分良成は、「著者は鄧小平の一族やその関係者をはじめ、中国、米国、日本など世界各国で数多くのインタビュー調査を行い、それらを膨大な文献資料で補っている。著者の実証主義は徹底している」と本書を評している。
同書は出版してから数日後、Amazonの政治関連書籍ランキングで1位、オープンブックの学術書ランキングで1位を獲得した。
ほか、外交問題を題材とする英文書籍（翻訳含む）を表彰するライオネル・ゲルバー賞を受賞した。全米出版社協会PROSE賞特別賞受賞歴もある。